# Ana Alcaide
Pour les articles homonymes, voir Alcaide.
Ana Alcaide, née en 1976 à Madrid, est une chanteuse et joueuse de nyckelharpa espagnole, dont le répertoire est médiéval et séfarade. 

## Biographie
Ana Alcaide commence à jouer du violon à l'âge de huit ans. Après huit ans de musique, elle fait une pause et étudie la biologie à la prestigieuse Université Complutense de Madrid, où elle obtient une licence de biologie. Son intérêt pour la botanique et la découverte de nouveaux espaces la conduisent en Basse-Californie, au Mexique, pour étudier les champignons, ainsi qu'en Scandinavie, où elle filme les nids. Grâce à une bourse Erasmus, elle a alors l'occasion de partir à l'Université de Lund en Suède. C'est lors de ce séjour qu'elle découvre le nyckelharpa, un instrument datant du Moyen Âge. 
De retour en Espagne, elle abandonne la biologie et se tourne alors vers des études musicales, tout en se familiarisant avec cet instrument et en se produisant dans les rues de Tolède, sa ville d'adoption. C'est ainsi qu'elle finance ses études à la Malmö Academy of Music, rattachée à l'Université de Lund, où elle perfectionne son jeu de nyckelharpa. 
Elle est souvent accompagnée par Carlos Beceiro, membre du groupe La Musgaña, qui a été le producteur de ses albums. Elle fait également partie du groupe Nemo, dont le répertoire est nordique et celte. 

## Discographie
En 2006, elle sortit son premier disque, intitulé Viola de Teclas, composé de morceaux instrumentaux d'un répertoire médiéval. L'originalité de cet album est évidemment le mélange de musique espagnole et de sonorités suédoises, du fait de l'instrument choisi. Selon le site d'Ana Alcaide, cet album s'est vendu à 15 000 exemplaires.
Dans son second album, Como la Luna y el Sol, paru en 2008, Ana s'inspira de la culture séfarade qu'elle avait étudiée pendant un an et y chanta également un répertoire traditionnel et séfarade, rappelant ainsi le passé de sa ville d'adoption, Tolède, cité des trois cultures, chrétienne, juive et musulmane, qui jadis cohabitaient pacifiquement. Récemment, une nouvelle chanson El agua del rio, composée en Ladino, s'est intégrée dans le projet Toledo Judio visant à recréer les sons du quotidien de l'ancienne juiverie de Tolède. Ces sons sont émis depuis plusieurs points du musée Victorio Macho, qui accueille le siège de la Fondation royale de Tolède. Cette partie du jardin a été inaugurée le 2 septembre 2010.
La cantiga del fuego est le troisième album enregistré en studio à Madrid au cours du dernier trimestre 2011, El viaje de un canto antigo, une nouvelle fois Ana Alcaide tire son inspiration de l'histoire de Tolède (Castilla la Mancha) et du voyage des Séfarades, c'est un pur bonheur de la voir et de l'entendre au détour d'une rue de cette ville à proximité de la cathédrale. Les 12 titres de ce dernier CD s'inspirent des légendes tolédanes (el pozo amargo-le puits amer), et elles sont multiples, de chants traditionnels séfarades (La reina Ester) roumains (La cantiga del fuego), bulgares, d'un ancien poème perse (Mikdash°. Ce grand voyage est une réflexion sur ce que nous sommes, et nous guide à la découverte de nous-même.
- Viola de teclas, 2006
- Como la luna y el sol, 2008
- La cantiga del fuego, 2012
- Gotrasawala, 2015